# Phthiracarus occultus
Phthiracarus occultus är en kvalsterart som beskrevs av Wojciech Niedbała 1981. Phthiracarus occultus ingår i släktet Phthiracarus och familjen Phthiracaridae. Inga underarter finns listade i Catalogue of Life.